# ذنبية إلويس
ذَنَبِيَّة إلويس أو ذَنَبَان إلويس من جنس الذنبية في الفصيلة البروفية.